# داروووو
داروووو (به لهستانی:  Darłowo) یک منطقهٔ مسکونی در لهستان است که در شهرستان سواونو واقع شده‌است. داروووو ۱۹٫۹۳ کیلومتر مربع مساحت و ۱۴٬۹۳۱ نفر جمعیت دارد.

## خواهرخوانده
شهر Saint-Doulchard خواهرخواندهٔ داروووو هست.